# 1-Stunden-Rennen von Kassel-Calden 1978

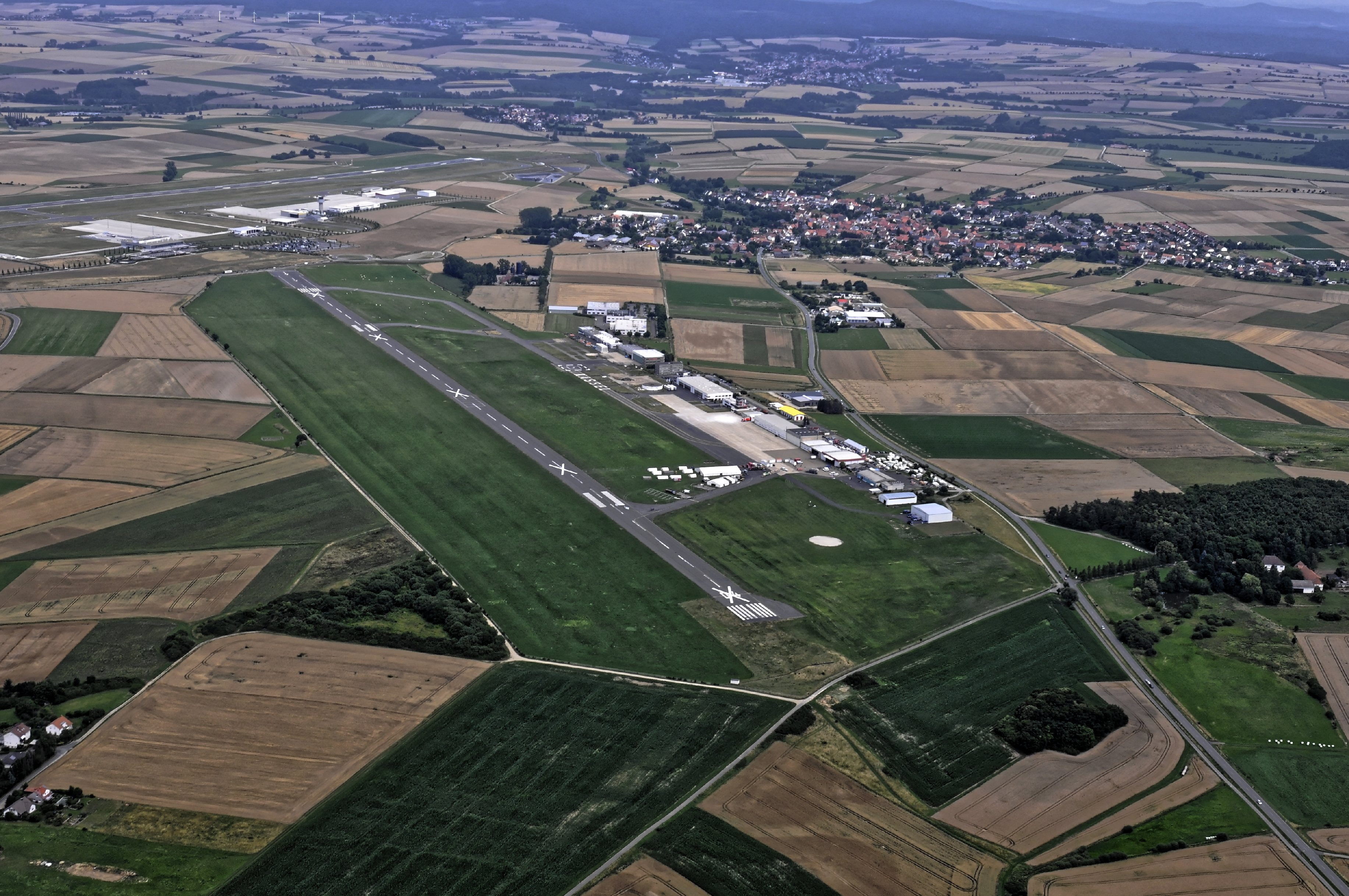
Der Flugplatz von Kassel-Calden

Das 1-Stunden-Rennen von Kassel-Calden 1978, auch ADAC Super Sport Rennen (Interserie FIA-Cup), Flughafen Kassel-Calden, fand am 18. Juli auf dem Flughafen Kassel-Calden statt und war der vierte Wertungslauf der Interserie dieses Jahres.

## Das Rennen
Der vierte Wertungslauf der Interserie 1978 brachte den vierten Sieger. Diesmal gewann Bob Wollek knapp vor seinem engsten Konkurrenten Reinhold Joest. Beide fuhren einen Porsche 908/3 Turbo. Als Dritter kam Mario Ketterer im TOJ SC206 ins Klassement.

## Ergebnisse

### Schlussklassement
| 1           | Div. I  |  | Porsche Kremer Racing      | Bob Wollek         | Porsche 908/3 Turbo | 60 |
| 2           | Div. I  |  | Liqui Moly Equipe          | Reinhold Joest     | Porsche 908/3 Turbo | 60 |
| 3           | Div. II |  | Mario Ketterer             | Mario Ketterer     | TOJ SC206           | 59 |
| 4           | Div. II |  | Team Matter-Toj            | Jörg Obermoser     | TOJ SC303           | 59 |
| 5           | Div. II |  | Roland Binder              | Roland Binder      | Lola T292           | 58 |
| 6           | Div. II |  | Formelrennsportclub Zürich | Charly Schirmer    | Lola T296           | 57 |
| 7           | Div. II |  | Ruedi Jauslin              | Ruedi Jauslin      | Lola T296           | 56 |
| 8           | Div. II |  | Jan van Straaten           | Jan van Straaten   | Lola T292           | 56 |
| 9           | Div. I  |  | Deutsch Brothers Racing    | Georg Albert       | Deutsch-Porsche     | 55 |
| 10          | Div. I  |  | MSC Schorndorf             | Georg Moritz       | Chevron B23         | 53 |
| 11          | Div. II |  | Team Matter-Toj            | Klaus Walz         | TOJ SC206           | 51 |
| Ausgefallen |         |  |                            |                    |                     |    |
| 12          | Div. II |  | Norbert Dombrowski         | Norbert Dombrowski | Rex SP1             | 47 |
| 13          | Div. I  |  | Hans-Rudolf Urech          | Hans-Rudolf Urech  | McLaren M8E         | 46 |
| 14          | Div. II |  | Ralf Walter                | Ralf Walter        | TOJ SC02            | 44 |

### Nur in der Meldeliste
Zu diesem Rennen sind keine weiteren Meldungen bekannt.

### Klassensieger
| Klasse  | Fahrer         | Fahrzeug            | Platzierung im Gesamtklassement |
| ------- | -------------- | ------------------- | ------------------------------- |
| Div. I  | Bob Wollek     | Porsche 908/3 Turbo | Gesamtsieg                      |
| Div. II | Mario Ketterer | TOJ SC206           | Rang 3                          |

### Renndaten
- Gemeldet: 14
- Gestartet: 14
- Gewertet: 11
- Rennklassen: 2
- Zuschauer: unbekannt
- Wetter am Renntag: warm und trocken
- Streckenlänge: 2,646 km
- Fahrzeit des Siegerteams: 0:59:12,400 Stunden
- Gesamtrunden des Siegerteams: 60
- Gesamtdistanz des Siegerteams: 158,760 km
- Siegerschnitt: unbekannt
- Pole Position: Bob Wollek – Porsche 908/3 Turbo (#) – 0:56,500
- Schnellste Rennrunde: Reinhold Joest – Porsche 908/3 Turbo (#) – 0:56,000
- Rennserie: 4. Lauf zur Interserie 1978